# Nyschnij Werbisch
Nyschnij Werbisch (ukrainisch Нижній Вербіж;  russisch Нижний Вербиж Nischni Werbisch, polnisch Wierbiąż Niżny) ist ein Dorf in der ukrainischen Oblast Iwano-Frankiwsk mit etwa 2700 Einwohnern (2004).

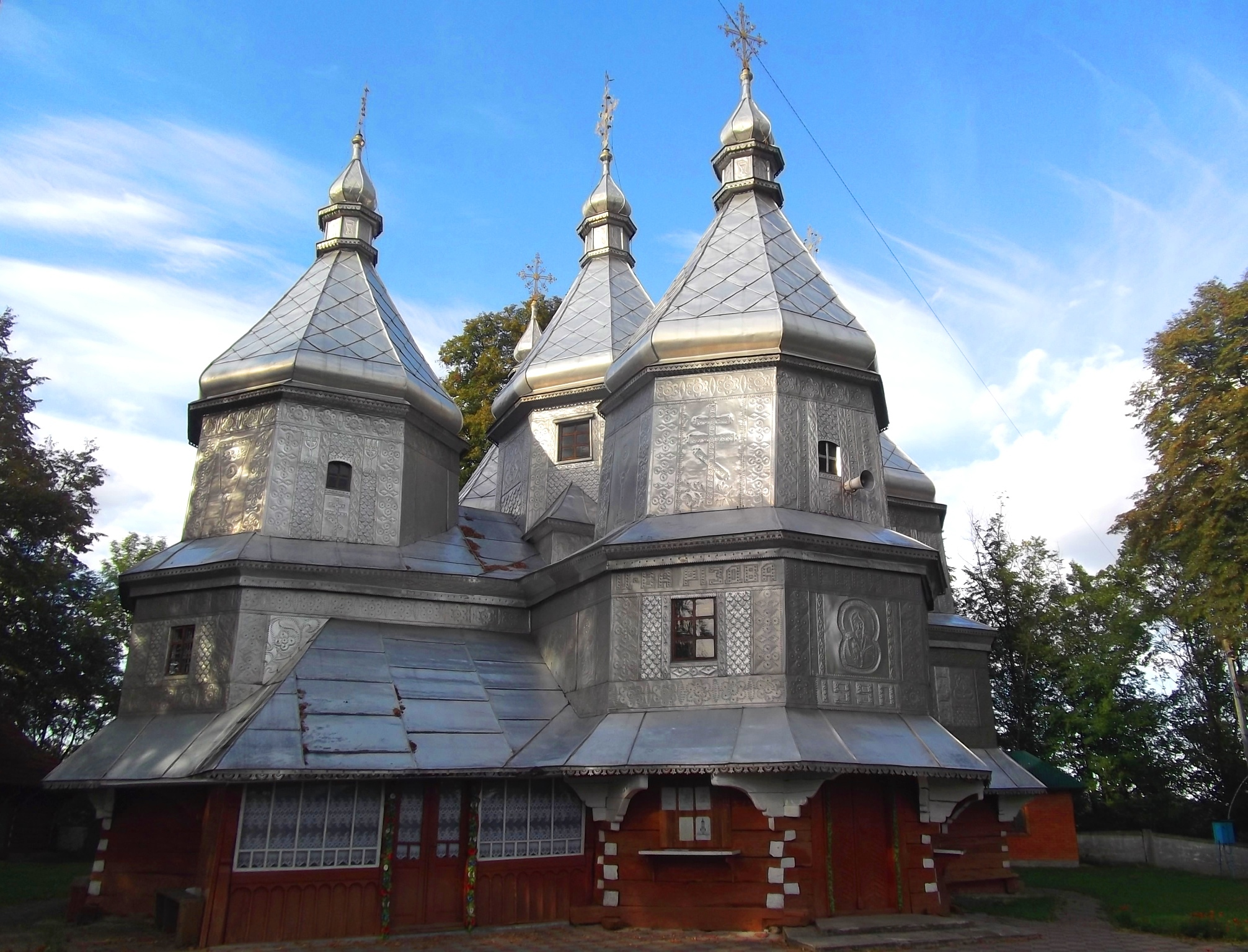
UNESCO-Welterbe: Die Kirche zur Geburt der Jungfrau Maria

Nyschnij Werbisch liegt an der Mündung von zwei Gebirgsflüssen in den Pruth im Süden des Rajon Kolomyja. Das Rajonzentrum Kolomyja, dass am gegenüberliegenden Ufer des Pruth liegt, kann man über eine Brücke, über die die Regionalstraße P-24 verläuft, erreichen.
In dem 1375 erstmals schriftlich erwähnten Dorf befindet sich das Kirchengebäude der griechisch-orthodoxen Kirche zur Geburt der Jungfrau Maria ⊙. Es ist eine der Holzkirchen der Karpatenregion in Polen und der Ukraine, die seit 2013 zum UNESCO-Welterbe gehört.

## Verwaltungsgliederung
Am 12. September 2016 wurde das Dorf zum Zentrum der neu gegründeten Landgemeinde Nyschnij Werbisch (Нижньовербізька сільська громада/Nyschnjowerbiska silska hromada). Zu dieser zählen auch die 3 Dörfer in der untenstehenden Tabelle aufgelistetenen Dörfer, bis dahin bildete es die Landratsgemeinde Nyschnij Werbisch (Нижньовербізька сільська рада/Nyschnjowerbiska silska rada) im Süden des Rajons Kolomyja.
Am 12. Juni 2020 kamen noch die 2 Dörfer Kowaliwka und Spas zum Gemeindegebiet.
Folgende Orte sind neben dem Hauptort Nyschnij Werbisch Teil der Gemeinde:
| Name                     | Name           | Name                               | Name           | Name |
| ukrainisch transkribiert | ukrainisch     | russisch                           | polnisch       |      |
| ------------------------ | -------------- | ---------------------------------- | -------------- | ---- |
| Kowaliwka                | Ковалівка      | Ковалёвка (Kowaljowka)             | Kowalówka      |      |
| Myschyn                  | Мишин          | Мышин (Myschin)                    | Myszyn         |      |
| Spas                     | Спас           | Спас                               | Ispas          |      |
| Welykyj Kljutschiw       | Великий Ключів | Великий Ключев (Weliki Kljutschew) | Kluczów Wielki |      |
| Werchnij Werbisch        | Верхній Вербіж | Верхний Вербиж (Werchni Werbisch)  | Wierbiąż Wyżny |      |